# Surinaamse parlementsverkiezingen 1888
De Surinaamse parlementsverkiezingen in 1888 vonden plaats in maart van dat jaar. 
Er konden drie leden voor de Koloniale Staten gekozen worden in verband met het periodiek aftreden van H. Barnett, A.J. da Costa en A.H. de Granada.
| Kandidaat                                            | Stemmen in de eerste ronde | resultaat |
| ---------------------------------------------------- | -------------------------- | --------- |
| H. d'Angremond                                       | 116                        | gekozen   |
| H. Barnett                                           | 13                         | x         |
| C.M. Bremer                                          | 23                         | x         |
| A.J. da Costa                                        | 72                         | x         |
| A.H. de Granada                                      | 158                        | gekozen   |
| A.J. Jessurun                                        | 38                         | x         |
| A.E.J.W. Juta                                        | 10                         | x         |
| C.H. van Meurs                                       | 46                         | x         |
| J.E. Muller                                          | 112                        | gekozen   |
| S.M. Swijt                                           | 17                         | x         |
| tientallen andere personen met minder dan 10 stemmen |                            |           |

Er waren 221 stembiljetten ingeleverd. Bij deze verkiezingen mochten alleen mannen die aan bepaalde voorwaarden voldeden (censuskiesrecht) stemmen. Een kiezer kon voor meer dan een kandidaat stemmen. Er waren drie zetels te verdelen en om in de eerste ronde gekozen te kunnen worden had een kandidaat de stem nodig van meer dan de helft van de geldig uitgebrachte stembiljetten. Precies drie kandidaten voldeden aan die voorwaarde zodat er geen tweede ronde nodig was.
Na deze verkiezingen had de Koloniale Staten de volgende dertien leden:
| Naam                       | Gepland jaar van aftreding | Bijzonderheden |
| -------------------------- | -------------------------- | --- |
| D. Juda*                   | 1889                       | voorzitter |
| C.J. Heylidy               | 1892                       | vicevoorzitter, eind 1889 opgestapt, daarna werd hij herkozen maar hij zag af van Statenidmaatschap en werd in 1890 opgevolgd door C.H. van Meurs |
| I. da Costa*               | 1889                       | |
| W. van Esveld*             | 1889                       | |
| S.M. Swijt*                | 1889                       | |
| G.H. Barnet Lijon          | 1890                       | |
| M.S. van Praag             | 1890                       | |
| A. Salomons                | 1890                       | |
| J.F.A. Cateau van Rosevelt | 1892                       | |
| C. van Lier                | 1892                       | |
| H. d'Angremond             | 1894                       | |
| A.H. de Granada            | 1894                       | |
| J.E. Muller                | 1894                       | |

* = benoemd door de gouverneur